# WM-80

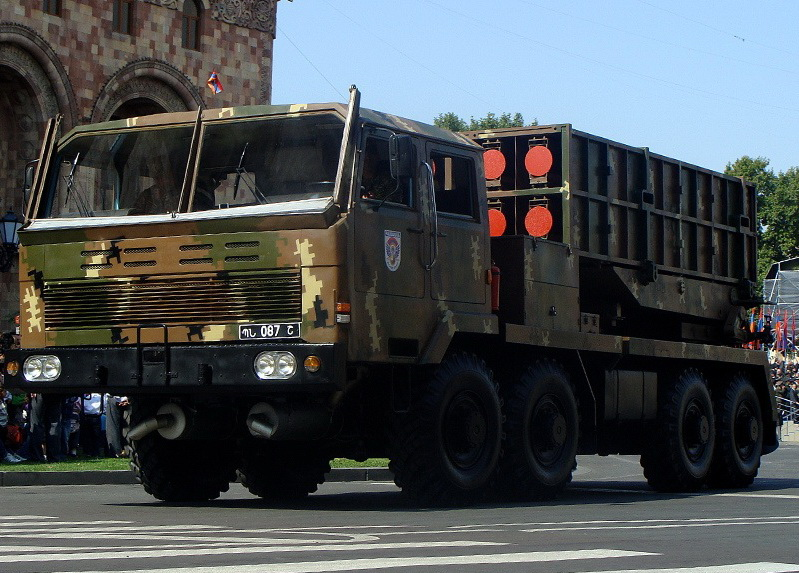
WM-80 lors du défilé du jour de l'indépendance à Erevan

Le WM-80 est un lance-roquettes multiple autrefois utilisé par l'Armée populaire de libération de Chine et vendu à l'export à d'autres États comme l'Arménie.
Le système MRL a été développé par Norinco sur la base du Type 83 (WM-40) 273 mm de conception chinoise. Il adopte une conception modulaire, avec deux boîtes de lancement contenant chacune quatre cellules à roquettes prêtes à être lancées sur un châssis de camion TAS-5380 8x8,. Avec une portée de tir maximale de 80 km, le système d'armes était destiné à être utilisé au niveau du corps d'armée pour fournir une puissance de feu intensive à longue portée contre des cibles stratégiques.
Deux types d'ogives ont été développées par NORINCO : la hautement explosif (HE) et à sous-munitions. L'ogive HE contient 34 kg d'explosif qui peut être activé par un fusible à impact mécanique ou un fusible de proximité électronique. Pour certains types de terrain, le fusible d'impact serait sélectionné tandis que pour d'autres types de terrain ou de cible, le fusible de proximité serait utilisé pour faire éclater la fusée au-dessus de la cible pour un impact maximal. L'ogive de sous-munitions est généralement utilisée contre des concentrations de troupes et contient 380 bombes avec une ogive HEAT (antichar hautement explosive). Chacune d'entre-elles pénètre entre 80 mm et 100 mm de blindage en acier conventionnel. Cette munition pénétrerait les surfaces supérieures vulnérables des chars et autres véhicules blindés.
- La Chine a récemment développé un système de lance-roquettes multiple de type WM-120. Le développement du système d'armes basé sur le WM-80, diamètre du tube de lancement de 273 mm, avec l'utilisation de roquettes à combustible solide, à la portée maximale de 120 km, la portée minimale de 34 km, la probabilité d'erreur circulaire d'environ 20 m et équipées d'un système de positionnement global dispositif de guidage inertiel[4],[5].

Le système (WM-80) est maintenant remplacé par le système de lance-roquettes multiples A-100.

## Opérateurs

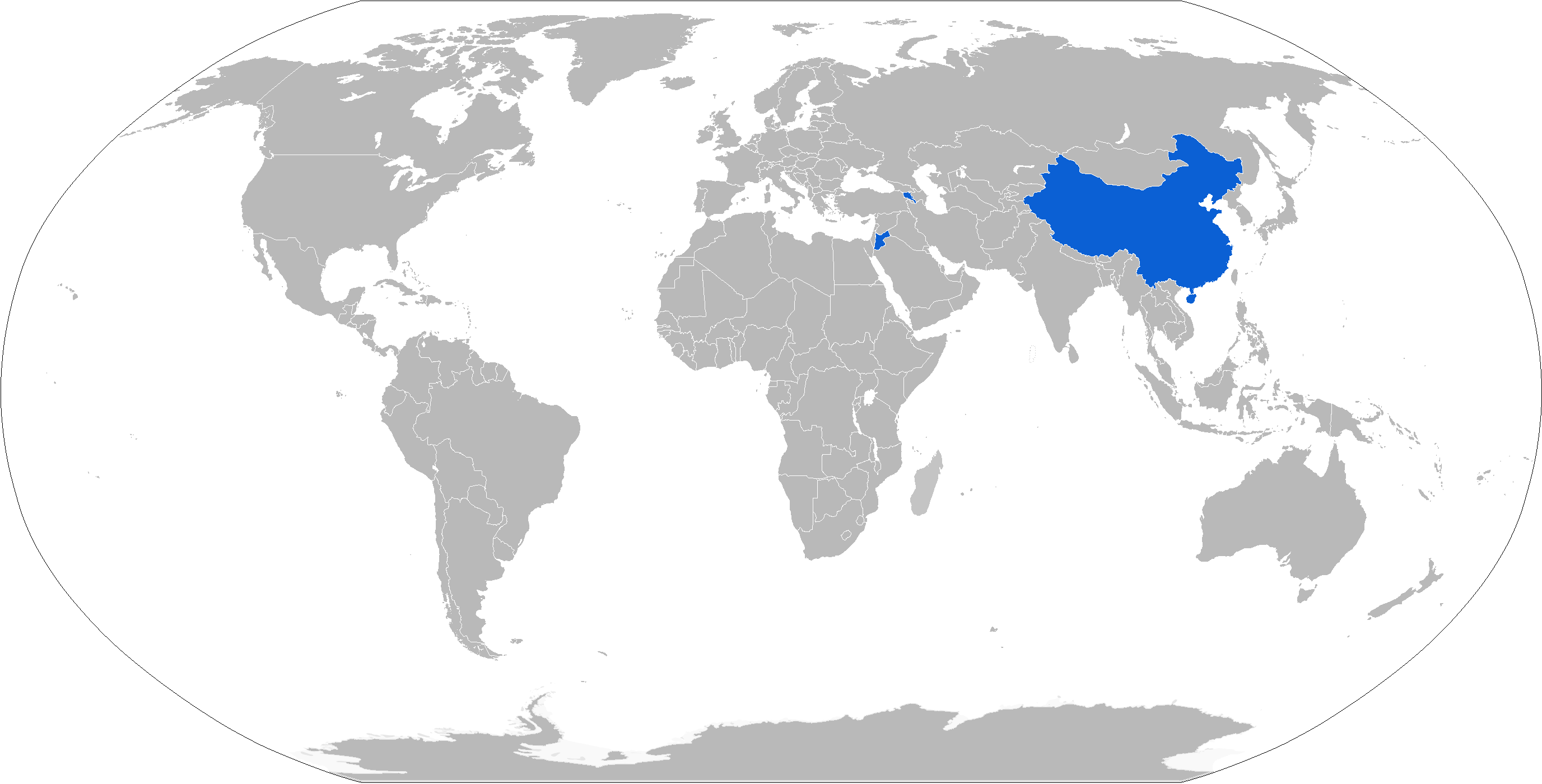
Carte des opérateurs WM-80 en bleu

### Opérateurs actuels
- Arménie - 8 vehicles achetés en 1999[6]
- Chine
- Jordanie - 24 WM-120 systèmes achetés à Norinco-China en 2010. (Il est apparu dans le cadre d'exercices militaires menés par les forces armées jordaniennes)[7]